# Bejeweled Twist
Bejeweled Twist é um jogo de quebra-cabeça criado e publicado PopCap Games, lançado em 17 de outubro de 2008.

## Trilha sonora
A trilha sonora do jogo foi composta parcialmente pelo músico finlandês Peter Hajba, conhecido por seu apelido Skaven,e parcialmente por Phillipe Charon.